# Монтеро, Хуан Эстебан

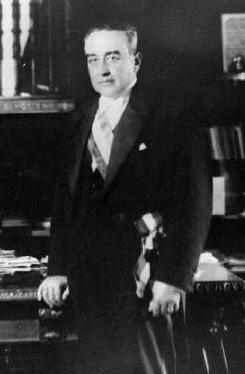

Хуан Эстебан Монтеро Родригес (исп. Juan Esteban Montero Rodríguez; 12 февраля 1879, Сантьяго  — 25 февраля 1948, Сантьяго) — чилийский политический и государственный деятель, юрист, педагог. Занимал пост президента Чили с 1931 по 1932 год.
Окончил Чилийский университет. С 1901 года работал юристом, позже читал лекции по гражданскому праву в Альма матер.
Член Радикальной партии Чили.
В 1931 году при президенте Карлосе Ибаньесе дель Кампо возглавлял Министерство внутренних дел и общественной безопасности Чили и министерство здравоохранения. Тогда же был Вице-президентом Чили.
Похоронен на Общем кладбище Сантьяго.